# 加勒茨米爾 (馬里蘭州)
加勒茨米爾（英語：Garretts Mill）是位於美國馬里蘭州華盛頓縣的一個普查規定居民點。

## 人口
根據2020年美國人口普查的數據，加勒茨米爾的面積為1.48平方千米，當中陸地面積為1.48平方千米，而水域面積為0.00平方千米。當地共有人口228人，而人口密度為每平方千米154.05人。